# تهاجم نظامی به خلیج لینگاین

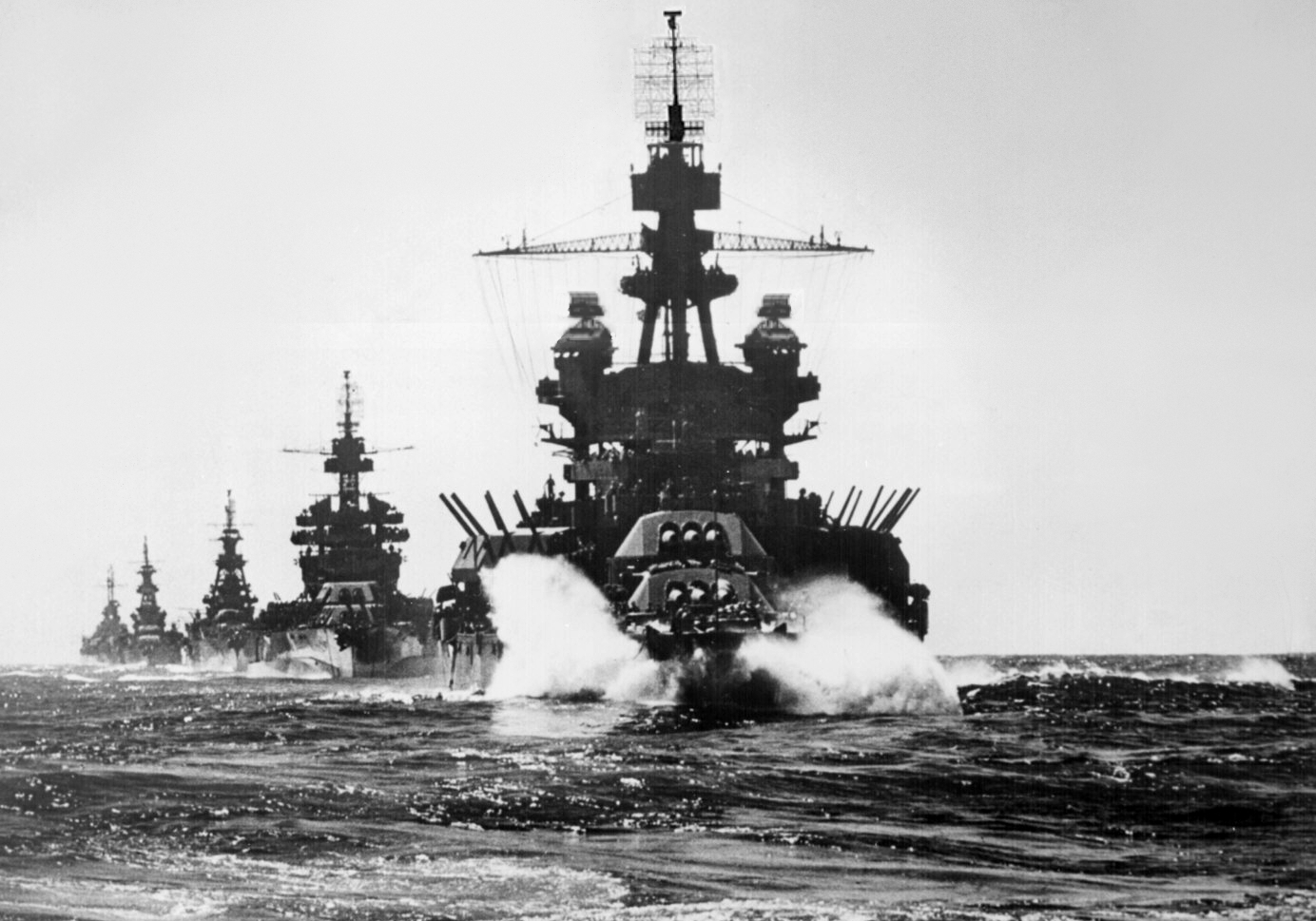
ناوهای جنگی ایالات متحده آمریکا

تهاجم نظامی به خلیج لینگاین یک عملیات آبی خاکی از سوی نیروهای متفقین در خلال جنگ اقیانوس آرام در جنگ جهانی دوم بود. این درگیری از ۶ تا ۹ ژانویه ۱۹۴۵ در خلیج لینگاین فیلیپین رخ‌داد؛ در طی آن نیروی دریایی ایالات متحده آمریکا و نیروی دریایی سلطنتی استرالیا مواضع نیروهای امپراتوری ژاپن را در امتداد کرانهٔ لینگاین به مدت سه‌روز بمباران نمودند. در روز نهم ژانویه، ارتش ششم ایالات متحده به ساحل فرود آمدند. این درگیری به پیروزی قاطع متفقین انجامید.